# Вулиця Катерини Білокур (Сміла)
Вулиця Жуковського — вулиця у місті Сміла Черкаської області. Починається від вул. Першотравневої та закінчується перехрестям з вул. Івана Мазепи. Названа на честь російського поета, академіка, перекладача В. Жуковського.